# Campeonato de Escocia de Rugby 1986-87
El Campeonato de Escocia de Rugby (Scotland Division 1) de 1986-87 fue la décimo cuarto edición del principal torneo de rugby de Escocia.

## Sistema de disputa
El torneo se disputó en formato de todos contra todos en la que cada equipo enfrentó a cada uno de sus rivales.
El equipo que al finalizar el torneo obtuviera mayor cantidad de puntos, se coronó como campeón del torneo, mientras que los dos últimos descendieron directamente a la División 2. 
Puntuación
Para ordenar a los equipos en la tabla de posiciones se los puntuará según los resultados obtenidos.
- 2 puntos por victoria.
- 1 puntos por empate.
- 0 puntos por derrota.

## Clasificación
| Pos. | Equipo              | Encuentros | Encuentros | Encuentros | Encuentros | Tantos | Tantos | Tantos | Puntos |
| Pos. | Equipo              | PJ         | PG         | PE         | PP         | F      | C      | Dif    | Puntos |
| ---- | ------------------- | ---------- | ---------- | ---------- | ---------- | ------ | ------ | ------ | ------ |
| 1.º  | Hawick RFC          | 13         | 12         | 0          | 1          | 366    | 148    | +218   | 24     |
| 2.º  | Kelso RFC           | 13         | 12         | 0          | 1          | 294    | 129    | +165   | 24     |
| 3.º  | Watsonians          | 13         | 8          | 1          | 4          | 260    | 149    | +111   | 17     |
| 4.º  | Stewart's Melville  | 13         | 7          | 0          | 6          | 210    | 184    | +26    | 14     |
| 5.º  | Selkirk             | 13         | 7          | 0          | 6          | 215    | 236    | -21    | 14     |
| 6.º  | West of Scotland    | 13         | 6          | 1          | 6          | 204    | 205    | -1     | 13     |
| 7.º  | Boroughmuir RFC     | 13         | 6          | 0          | 7          | 205    | 188    | +17    | 12     |
| 8.º  | Melrose RFC         | 13         | 5          | 2          | 6          | 166    | 185    | -19    | 12     |
| 9.º  | Glasgow Academicals | 13         | 5          | 0          | 8          | 159    | 272    | -113   | 10     |
| 10.º | Heriot's FP         | 13         | 4          | 1          | 8          | 189    | 198    | -9     | 9      |
| 11.º | Edinburgh Accies    | 12         | 4          | 1          | 7          | 137    | 204    | -67    | 9      |
| 12.º | Ayr RFC             | 13         | 4          | 1          | 8          | 122    | 227    | -105   | 9      |
| 13.º | Gala RFC            | 13         | 4          | 0          | 9          | 150    | 264    | -114   | 8      |
| 14.º | Jed-Forest          | 12         | 2          | 1          | 9          | 109    | 197    | -88    | 5      |

|  | Campeón.                    |
|  | Descendido a la División 2. |

| Bandera de Escocia |
| Campeón Hawick RFC |
| Décimo título      |